# مقاطعة سلطانية
مقاطعة سلطانية (بالفارسية: شهرستان سلطانیه) هي إحدى مقاطعات محافظة زنجان في إيران. كان عدد سكان المقاطعة سنة 2006 حوالي 28,266 نسمة.